# Kruisweg (hoorspel)
Kruisweg is een hoorspel van Andries Poppe. Op 26 augustus 1972 zond de Westdeutscher Rundfunk dit hoorspel onder de titel Kreuzweg. De AVRO zond het uit op donderdag 2 november 1972. De gastregisseur was Klaus Mehrländer, die ook de Duitse versie regisseerde. Het hoorspel duurde 19 minuten.

## Rolbezetting
- Maria Lindes (zij)
- Hans Karsenbarg (hij)
- Fé Sciarone (zij)
- Jan Borkus (hij)
- Dogi Rugani (zij)

## Inhoud
De Vlaming Andries Poppe heeft het hoorspel in het Duits geschreven. Zelf zegt hij hierover: "…omdat ik bewust gekozen heb voor een uiterste beperking in het gebruik van de taalkundige middelen. Dat is voor een auteur gemakkelijker in een vreemde taal dan in zijn moedertaal. Om datgene uit te drukken wat ik in Kruisweg vorm wilde geven, had ik geen ronkende zinnen nodig; woorden en lettergrepen volstonden. In Kruisweg heb ik gepoogd formeel en taalkundig een oeroud thema te herscheppen. De liefdes- en huwelijksgeschiedenis van twee mensen, van puberteit tot hoge leeftijd, wordt gevat in twaalf beslissende levensmomenten - twaalf ‘staties’. Ik vertel niet het verhaal van een echtpaar, maar toon het proces van een huwelijk."